# 小野田町 (宮城県)
小野田町（おのだまち）は、宮城県加美郡に置かれていた町。

## 地理
- 山：船形山（御所山）、前船形山、荒神山、前森、吹越山（出羽峠）、北長日山、半森山、黒森、天竺山、大倉山、高畑山、薬莱山、八森山
- 河川：鳴瀬川、長谷川、大滝川、鹿又川、矢坪川、筒砂子川
- 湖沼：漆沢長沼、鳴源湖（漆沢ダム湖）、白沼、長沼、辻倉沼、すげ沼、北かば谷地、南かば谷地、びん沼、田谷地沼、商人沼、魚取沼

### 隣接していた自治体
- 宮城県
  - 加美郡：宮崎町、色麻町
- 山形県
  - 尾花沢市
  - 最上郡：最上町

## 歴史

### 沿革
- 1889年（明治22年）4月1日 - 西小野田村、東小野田村、月崎村の3村合併・町村制施行により小野田村が発足。
- 1943年（昭和18年）2月11日 - 町制を敷き小野田町となる。
- 2003年（平成15年）4月1日 - 中新田町、宮崎町と合併し、加美町が発足。

## 地域

### 健康
- 平均年齢:46.7
- 年齢中位数:49.0

（平成12年国勢調査）

### 教育
- 小野田町立小野田中学校
- 小野田町立東小野田小学校
- 小野田町立鹿原小学校
- 小野田町立西小野田小学校
  - 小野田町立西小野田小学校漆沢分校

## 交通

### 道路
- 一般国道
  - 国道347号
- 一般地方道
  - 宮城県道156号小野田三本木線

## 名所・旧跡・観光スポット・祭事・催事
- 薬萊山
- 薬萊神社
- 飯豊神社
- 薬萊神社三輪流神楽
- 月崎の田植踊り
- 魚取沼（テツギョ生息地）
- 薬萊高原温泉保養センター薬师の湯（やくらい薬师の湯）
- やくらいウォーターパーク
- やくらいハイツ
- レストランぶな林（小野田町総合交流ターミナル）
- やくらい土産センター
- やくらい林泉館
- やくらいコテージ
- やくらいナーセリー
- やくらいガーデン
- やくらいファミリースキー場
- やくらいゴルフ倶楽部
- 滝庭の関　駒庄
- 荒沢湿原（水芭蕉群生地）
- 荒沢自然館
- 松本家住宅（国の重要文化財）

## 出身人物
- 内出好吉 - 映画監督